# Money in the Bank 2012
Money in the Bank 2012 è stato un pay-per-view prodotto dalla WWE che ha avuto luogo il 15 luglio 2012 all'US Airways Center di Phoenix in Arizona.

## Storyline
Nella puntata di SmackDown del 22 giugno, Big Show annuncia la sua partecipazione al Money in the Bank Ladder match valido per il WWE Championship contract, al quale, come annunciato dalla GM provvisoria Vickie Guerrero, potranno prendere parte solo ex detentori del WWE Championship. Il 25 giugno a Raw, vengono inseriti altri quattro partecipanti al match: John Cena, Chris Jericho, Kane e The Miz.
Nella stessa serata, Daniel Bryan vince un Triple Threat Elimination Match contro CM Punk e Kane, schienando Punk. Successivamente, viene ufficializzato il rematch titolato per Bryan che sfiderà Punk uno contro uno a Money in the Bank, in un match valido per il WWE Championship con AJ Lee come arbitro speciale. Prima dell'inizio del pay-per-view, il match è stato trasformato in un No Disqualification match.
Poco dopo, Dolph Ziggler e Alberto Del Rio si affrontano in un Contract on a Pole Match per decretare il #1 Contender al World Heavyweight Championship, e lo sfidante di Sheamus per la puntata di SmackDown del 29 giugno, in un match con il titolo in palio. Sheamus entra in scena dicendo di essere lieto di sfidarli entrambi il venerdì successivo, in un Triple Threat Match. È ancora da vedere chi sarà lo sfidante del campione per il pay-per-view. Nella puntata di SmackDown del 29 giugno Sheamus riesce a vincere la contesa schienando Dolph Ziggler e rimanendo così campione del mondo.
Nella puntata di Raw del 2 luglio viene annunciato tramite Theodore Long, General Manager della serata, ma su decisione della WWE, che l'avversario di Sheamus al Money in the Bank sarà Alberto del Rio.
Per quanto riguarda il Money in the Bank di SmackDown i partecipanti alla stipulazione sono stati Damien Sandow, lo United States Champion Santino Marella, l'Intercontinental Champion Christian, Tyson Kidd e Tensai. Nelle settimane seguenti anche Sin Cara, Dolph Ziggler e Cody Rhodes si qualificano alla contesa.

## Risultati
| #       | Incontri | Stipulazioni                                                              | Durata |
| ------- | --- | ------------------------------------------------------------------------- | ------ |
| Kickoff | Kofi Kingston e R-Truth hanno sconfitto Camacho e Hunico                                                         | Tag team match                                                            | 08:24  |
| 1       | Dolph Ziggler ha sconfitto Christian, Cody Rhodes, Damien Sandow, Santino Marella, Sin Cara, Tensai e Tyson Kidd | Money in the bank ladder match                                            | 18:29  |
| 2       | Sheamus (c) ha sconfitto Alberto del Rio (con Ricardo Rodríguez)                                                 | Single match per il World Heavyweight Championship                        | 14:24  |
| 3       | Primo e Epico (c) hanno sconfitto The Prime Time Players                                                         | Tag team match per i WWE Tag Team Championship                            | 07:31  |
| 4       | CM Punk (c) ha sconfitto Daniel Bryan                                                                            | No-disqualification match per il WWE Championship con AJ Lee come arbitro | 27:48  |
| 5       | Ryback ha sconfitto Curt Hawkins e Tyler Reks                                                                    | Two-on-one handicap match                                                 | 04:22  |
| 6       | Layla, Kaitlyn e Tamina hanno sconfitto Eve Torres, Beth Phoenix e Natalya                                       | Six-woman tag team match                                                  | 03:23  |
| 7       | John Cena ha sconfitto Big Show, Chris Jericho, Kane e The Miz                                                   | Money in the bank ladder match                                            | 20:03  |